# Uretacris lilai
Uretacris lilai is een rechtvleugelig insect uit de familie Tristiridae. De wetenschappelijke naam van deze soort is voor het eerst geldig gepubliceerd in 1943 door Liebermann.